# 戸室山 (宇都宮市)
戸室山（とむろさん、とむろやま）は、栃木県宇都宮市大谷町にある標高228mの山。大谷七名山のうちの1つとされている。

## 概要
大谷石で形成される低山。山の中腹には戸室山神社が存在し、山麓から神社まで登山道は参道を兼ねている。百穴伝説や、かつて戸室山に住んでいた天狗が石を投げたものが、大谷平和観音近くの天狗の投石であるという伝説が残る。また那須記に多気山城の支城主として戸室惣左衛門という人物が記載され、宇都宮氏の家臣としてこの山を拠点としたとされる。

## 参考資料
1. 1 2 3  “基準点成果等閲覧サービス”.  国土地理院. 2020年7月7日閲覧。
2. 1 2  “戸室山【大谷七名山】”.   宇都宮観光コンベンション協会. 2021年5月15日閲覧。
3. ↑  “魅力いっぱいうつのみや　大谷・多気・古賀志”.   宇都宮市. 2021年5月15日閲覧。